# Hycleus dolens
Hycleus dolens es una especie de coleóptero de la familia Meloidae.

## Distribución geográfica
Habita en Siria y Palestina.